# Nunatta Qitornai
Nunatta Qitornai (Nederlands: Afstammelingen van ons land, Deens: Vort lands efterkommere) is een separatistische politieke partij in Groenland die pleit voor onafhankelijkheid. Het werd in september 2017 opgericht door de voormalige minister van Zaken, Arbeid, Handel en Buitenlandse Zaken Vittus Qujaukitsoq, die eerder in Siumut. In de verkiezingen in 2018 kreeg de partij 1 zetel. In 2021 verloor de partij haar enige zetel.

## Achtergrond
In april 2017 werd Vittus Qujaukitsoq door Minister-President Kim Kielsen ontheven van de portefeuille Buitenlandse Zaken in de Groenlandse regering vanwege harde kritiek op het Deense handelen en het indienen van een formele klacht in bij de Verenigde Naties met eisen voor de verwijdering van voormalige Amerikaanse militaire installaties in Groenland. In mei 2017 trad hij af als minister van Industrie, Handel, Arbeid en Energie. Vervolgens daagde hij Kielsen uit voor het voorzitterschap op de partijconferentie van Siumut in Juli 2017, en verliet de partij nadat hij de stemming met 19-48 had verloren.
Vittus Qujaukitsoq pleit voor een snelle overgang naar Groenlandse onafhankelijkheid, terwijl Kim Kielsen en de meerderheid in Siumut voorstander zijn van een geleidelijke aanpak.
De partij stond bij de parlementsverkiezingen van 2018 met voormalig premier Aleqa Hammond als een van haar kandidaten, maar alleen voorzitter Vittus Qujaukitsoq werd gekozen, omdat de partij 1 zetel behaalde.

## Beleid
Naast de snelle oprichting van een Groenlandse staat, pleit de partij voor decentralisatie van het bestuur en de oprichting van zeventien gemeenten op basis van de huidige bevolkingsverdeling. 

## Naam
Nunavta Qitornai (spelling van vóór 1973) was een patriottische en educatieve jongerenorganisatie die in 1941 werd opgericht door de politicus en dichter Augo Lynge, die een vooraanstaand activist was voor nauwe samenwerking tussen Groenland en Denemarken en de opname van Groenland in de Deense staat; zijn kleinkind heeft kritiek geuit op het gebruik van de naam voor een separatistische partij als respectloos voor de nagedachtenis van Augo Lynge. 

## Verkiezingsresultaten

### Inatsisartut(Groenlands Parlement)
| Verkiezing | Stemmen | %         | Zetels | ±     |
| ---------- | ------- | --------- | ------ | ----- |
| 2018       | 1002    | 3,4 (# 7) | 1 / 31 | Nieuw |
| 2021       | 639     | 1,4 (# 6) | 0 / 31 | −1    |